# A Séf meg a többiek
A Séf meg a többiek 2022-es magyar televíziós szitkom, amelyet Anger Zsolt és Spáh Dávid rendezett az orosz Igen, Séf című sorozat alapján. A főszerepben Schneider Zoltán, Jéger Zsombor, Dobos Evelin, Farkas Ádám, Kiss Anna Laura és Bogdányi Titanilla láthatók.
A sorozat premierje 2022. március 19-én volt az RTL Klubon.
Egy évad után elkaszáltak, miután a kormány 2022-ben szankciókat vetett ki Oroszországra, így az RTL már nem tudta felvásárolni a folytatásra való jogot.

## Ismertető
Egy budapesti étterem (Monet) séfje, Győző, alkoholista és sportfogadás-függő. A személyzettel szigorú és lekezelő. Egy napon érkezik az új szakács, Milán, aki tehetsége ellenére sorozatos ügyetlenkedéseivel többször próbára teszi Győző türelmét. A séf végül mégis a szárnyai alá veszi... 

## Szereplők

### Főszereplők
| Név                         | Színész            | Leírás                                                |
| --------------------------- | ------------------ | ----------------------------------------------------- |
| Báron Győző                 | Schneider Zoltán   | A Monet főséfje.                                      |
| Ladányi Milán "Hurka"       | Jéger Zsombor      | A Monet szakácstanonca.                               |
| Szederkényi Viktória "Viki" | Dobos Evelin       | A Monet üzletvezetője.                                |
| Bene Natália "Nati"         | Kiss Anna Laura    | A Monet pincérlánya.                                  |
| Árvai Krisztián "Krisz"     | Farkas Ádám        | A Monet bárpultosa.                                   |
| Mohos Ferenc "Feri"         | Csonka András      | A Monet szakácsa. A halak mestere.                    |
| Kiss Szabolcs "Szabi"       | Mészáros Máté      | A Monet szakácsa. Az aprítás mestere.                 |
| Somorjai Levente            | Pavletits Béla     | A Monet sous-chefje.                                  |
| Nagy Alexa "Szandi"         | Bogdányi Titanilla | A Monet pincérlánya.                                  |
| Louis Mallame               | Borsi-Balogh Máté  | Francia származású cukrász.                           |
| Vlagyimir „Vlad”            | Fehér László       | A Monet orosz származású mindenese.                   |
| Vidovics Dömötör „Döme”     | Juhász István      | A Monet tulajdonosa.                                  |
| Szekulesz Júlia             | Kakasy Dóra        | A Grand Candale nevű étterem főséfje, Győző riválisa. |

### Mellékszereplők
| Név                | Színész            | Leírás                                            |
| ------------------ | ------------------ | ------------------------------------------------- |
| Róbert             | Debreczeny Csaba   | A Grand Candale tulajdonosa.                      |
| Annamari           | Balázsfi Alexandra | Recepciós a Monetben.                             |
| Szederkényi Tamara | Bartha Alexandra   | Viki nővére, Győző ex-felesége, Alina édesanyja.  |
| Báron Alina        | Ducsai Jázmin      | Győző és Tamara hétéves kislánya, Viki unokahúga. |
| Margit             | Borbás Gabi        | Orvos, Levi édesanyja, Győző szállásadója.        |
| Timi               | Szorcsik Viktória  | A Monet korábbi alkalmazottja, Döme barátnője.    |

### Epizódszereplők
- Adorjáni Bálint – befektető
- Alberti Zsófi – vendég hölgy
- Anger Zsolt – Tamás
- Árpa Attila – vendég
- Bede-Fazekas Szabolcs – poligráfos szakember
- Borovics Tamás – ezredparancsok
- Czakó Alexandra – golddigger
- Dénes Tamás – kommentátor
- Dzsupin Ibolya – tenyésztő
- Endrődy Krisztián – Endre
- Farkas Dénes – narrátor
- Fekete Linda – vendég hölgy
- Fillár István – ellenőr
- Gados Béla – piaci eladó
- Göndöcs Csaba – gyanús alak
- Görgényi Fruzsina – lány
- Haagen Imre – elnök
- Hajnal János – férj
- Hegedűs Zoltán – Maglódi úr
- Jean-Maria Cador – idős férfi
- Kalucza Sándor Noel – kisfiú
- Király Péter – szakács-műsorvezető
- Konfár Erik – elnökhelyettes
- Köles Ferenc – Bertalan
- Láng Balázs – NAV-segédellenőr
- Linka Péter – késes vendég
- Magyar Attila – ellenőr
- Meskó Tímea – Diána
- Miller Dávid – önmaga
- Nagy Enikő – lelkes nő
- Ódor Kristóf – ellenszenves vendég
- Peller Anna – fiatal női vendég
- Rimóczi Dóra – ügyelő
- Szalontay Tünde – főbérlő
- Szász Jakab – 10 éves Milán
- Szilvási Judit – vendég nő
- Szokol Péter – kamara elnöke
- Takács Máté – virágárus
- Takátsy Péter – üzletember
- Tornyi Ildikó – vendég hölgy
- Tóth Zsiga Nóra – hosztesz
- Urbán Tibor – részeg vendég
- Vajdai Vilmos – Jaques
- Valiszka László – Lajos
- Vanya Tímea – Ilona
- Znamenák István – NAV-ellenőr

## Epizódok
Az első rész premierje 2022. március 19-én volt az RTL-en. A Telekom Filmklub 2022 októberében tíz részt mutatott be, amit 2022. november 27-től 4 héten keresztül vasárnaponként mutatta be az RTL.
| Sor. | Év. | Cím      | Rendező                 | Író                                                                            | Premier                                                       | Nézettség |
| ---- | --- | -------- | ----------------------- | ------------------------------------------------------------------------------ | ------------------------------------------------------------- | --------- |
| 1.   | 1.  | 1. rész  | Anger Zsolt, Spáh Dávid | Bodzsár Márk, Esztergályos Krisztina, Fehér Boldizsár, Soós András, Szabó Iván | 2022. március 19.                                             | 675 000   |
| 2.   | 2.  | 2. rész  | Anger Zsolt, Spáh Dávid | Bodzsár Márk, Esztergályos Krisztina, Fehér Boldizsár, Soós András, Szabó Iván | 2022. március 26.                                             | 524 000   |
| 3.   | 3.  | 3. rész  | Anger Zsolt, Spáh Dávid | Bodzsár Márk, Esztergályos Krisztina, Fehér Boldizsár, Soós András, Szabó Iván | 2022. április 2.                                              | 487 000   |
| 4.   | 4.  | 4. rész  | Anger Zsolt, Spáh Dávid | Bodzsár Márk, Esztergályos Krisztina, Fehér Boldizsár, Soós András, Szabó Iván | 2022. április 9.                                              | 465 000   |
| 5.   | 5.  | 5. rész  | Anger Zsolt, Spáh Dávid | Bodzsár Márk, Esztergályos Krisztina, Fehér Boldizsár, Soós András, Szabó Iván | 2022. április 16.                                             | 391 000   |
| 6.   | 6.  | 6. rész  | Anger Zsolt, Spáh Dávid | Bodzsár Márk, Esztergályos Krisztina, Fehér Boldizsár, Soós András, Szabó Iván | 2022. április 23.                                             | 541 000   |
| 7.   | 7.  | 7. rész  | Anger Zsolt, Spáh Dávid | Bodzsár Márk, Esztergályos Krisztina, Fehér Boldizsár, Soós András, Szabó Iván | 2022. április 30.                                             | 423 000   |
| 8.   | 8.  | 8. rész  | Anger Zsolt, Spáh Dávid | Bodzsár Márk, Esztergályos Krisztina, Fehér Boldizsár, Soós András, Szabó Iván | 2022. május 7.                                                | 405 000   |
| 9.   | 9.  | 9. rész  | Anger Zsolt, Spáh Dávid | Bodzsár Márk, Esztergályos Krisztina, Fehér Boldizsár, Soós András, Szabó Iván | 2022. május 14.                                               | 359 000   |
| 10.  | 10. | 10. rész | Anger Zsolt, Spáh Dávid | Bodzsár Márk, Esztergályos Krisztina, Fehér Boldizsár, Soós András, Szabó Iván | 2022. május 21.                                               | 372 000   |
| 11.  | 11. | 11. rész | Anger Zsolt, Spáh Dávid | Bodzsár Márk, Esztergályos Krisztina, Fehér Boldizsár, Soós András, Szabó Iván | 2022. október 7. (Telekom FilmKlub) 2022. november 27. (RTL)  | 414 000   |
| 12.  | 12. | 12. rész | Anger Zsolt, Spáh Dávid | Bodzsár Márk, Esztergályos Krisztina, Fehér Boldizsár, Soós András, Szabó Iván | 2022. október 7. (Telekom FilmKlub) 2022. november 27. (RTL)  | 313 000   |
| 13.  | 13. | 13. rész | Anger Zsolt, Spáh Dávid | Bodzsár Márk, Esztergályos Krisztina, Fehér Boldizsár, Soós András, Szabó Iván | 2022. október 10. (Telekom FilmKlub) 2022. november 27. (RTL) | 262 000   |
| 14.  | 14. | 14. rész | Anger Zsolt, Spáh Dávid | Bodzsár Márk, Esztergályos Krisztina, Fehér Boldizsár, Soós András, Szabó Iván | 2022. október 10. (Telekom FilmKlub) 2022. december 4. (RTL)  | 349 000   |
| 15.  | 15. | 15. rész | Anger Zsolt, Spáh Dávid | Bodzsár Márk, Esztergályos Krisztina, Fehér Boldizsár, Soós András, Szabó Iván | 2022. október 17. (Telekom FilmKlub) 2022. december 4. (RTL)  | 267 000   |
| 16.  | 16. | 16. rész | Anger Zsolt, Spáh Dávid | Bodzsár Márk, Esztergályos Krisztina, Fehér Boldizsár, Soós András, Szabó Iván | 2022. október 17. (Telekom FilmKlub) 2022. december 4. (RTL)  | 254 000   |
| 17.  | 17. | 17. rész | Anger Zsolt, Spáh Dávid | Bodzsár Márk, Esztergályos Krisztina, Fehér Boldizsár, Soós András, Szabó Iván | 2022. október 24. (Telekom FilmKlub) 2022. december 11. (RTL) | 411 000   |
| 18.  | 18. | 18. rész | Anger Zsolt, Spáh Dávid | Bodzsár Márk, Esztergályos Krisztina, Fehér Boldizsár, Soós András, Szabó Iván | 2022. október 24. (Telekom FilmKlub) 2022. december 11. (RTL) | 322 000   |
| 19.  | 19. | 19. rész | Anger Zsolt, Spáh Dávid | Bodzsár Márk, Esztergályos Krisztina, Fehér Boldizsár, Soós András, Szabó Iván | 2022. október 31. (Telekom FilmKlub) 2022. december 18. (RTL) | 340 000   |
| 20.  | 20. | 20. rész | Anger Zsolt, Spáh Dávid | Bodzsár Márk, Esztergályos Krisztina, Fehér Boldizsár, Soós András, Szabó Iván | 2022. október 31. (Telekom FilmKlub) 2022. december 18. (RTL) | 330 000   |

## Érdekességek
- A főszereplő séfet alakító Schneider Zoltán már az alapként szolgáló Igen, Séf című orosz sorozatban is a főszereplő magyar hangját szolgáltatta. A sorozatot a TV2 Comedy sugározta.
- Milán karakterét eredetileg Miller Dávid játszotta volna, ám a rengeteg munkája miatt visszamondta a szerepet, amit így végül Jéger Zsombor kapott meg. 
  - Vendégszerep erejéig azonban Miller Dávid is felbukkant a sorozatban. A 8., 19. és 20. részében önmagaként szerepelt, mint a Reggeli egyik  műsorvezetője.